# Lisa Goldstein (Schauspielerin)
Lisa Erin Goldstein Kirsch (* 30. Juli 1981 in Long Island, New York) ist eine US-amerikanische Schauspielerin.

## Leben
Lisa Goldstein wurde im Juli 1981 auf Long Island geboren und lebte bis zu ihrem vierten Lebensjahr in London. Ebenfalls lebte sie in ihrer Kindheit in Pennsylvania, New York, North Carolina, Kalifornien und Florida, wo sie letztendlich arbeitete und zur Schule ging. 1999 beendete sie die Hingham High School in Hingham, Massachusetts und besuchte danach die Elon University, welche sie 2003 mit dem Bachelor of Fine Arts abschloss. Dann internierte sie am B Street Theatre in Sacramento, Kalifornien.
Nach ihrem Abschluss arbeitete sie in regionalen Theatern in verschiedenen Musicals, darunter Smokey Joe’s Cafe, Victor Victoria und Anything Goes. Goldstein unterzeichnete im Frühjahr 2007 einen Vertrag mit dem Walt Disney World Resort in Orlando. Dort spielte sie die Belle in Die Schöne und das Biest und Pearl in Findet Nemo – Das Musical. Im Juli 2007 bekam sie die Rolle der Millicent Huxtable in der Jugendserie One Tree Hill. Sie wurde allerdings nur für die erste Episode der fünften Staffel gecastet. Ihre Leistung hinterließ Eindruck, deshalb entschieden sich die Autoren, ihre Rolle weiterhin einzubeziehen. Ab der sechsten Staffel hatte sie dann regelmäßige Auftritte.
Goldstein lebt mit ihrem Mann, dem Sportkoordinator Brendan Kirsch, mit dem sie seit April 2011 verheiratet ist, in Florida. Im Juli 2014 wurden die beiden Eltern eines Sohnes.

## Filmografie (Auswahl)
- 2008: Who Do You Love
- 2008–2012: One Tree Hill (Fernsehserie)
- 2013: Drop Dead Diva (Fernsehserie, Folge 5x10)